# Blennidus fontainei
Blennidus fontainei là một loài bọ chân chạy thuộc phân họ Pterostichinae. Loài này được Tschitscherine mô tả năm 1900.